# ارفالن (أڭينان)
ارفالن هي إحدى مشيخات المملكة المغربية، تتبع جغرافيا لإقليم طاطا وإداريًا لأڭينان. يقدر عدد سكانها بـ 1084 نسمة حسب الإحصاء الرسمي للسكان والسكنى لسنة 2004.